# Davao de Oro
Davao de Oro, voorheen Compostela Valley, is een provincie van de Filipijnen in het oosten van het eiland Mindanao. De provincie maakt deel uit van regio XI (Davao Region). De hoofdstad van de provincie is de gemeente Nabunturan. Bij de census van 2015 telde de provincie ruim 736 duizend inwoners.

## Geografie

### Bestuurlijke indeling
Davao de Oro bestaat uit 11 gemeenten.
| - Compostela - Laak - Mabini - Maco - Maragusan - Mawab | - Monkayo - Montevista - Nabunturan - New Bataan - Pantukan |

Deze gemeenten zijn weer verder onderverdeeld in 235 barangays.

## Demografie
Davao de Oro had bij de census van 2015 een inwoneraantal van 736.107 mensen. Dit waren 48.912 mensen (7,1%) meer dan bij de vorige census van 2010. Ten opzichte van de census van 2000 was het aantal inwoners gegroeid met 155.863 mensen (26,9%). De gemiddelde jaarlijkse groei in die periode kwam daarmee uit op 1,32%, hetgeen lager was dan het landelijk jaarlijks gemiddelde over deze periode (1,72%).

De bevolkingsdichtheid van Davao de Oro was ten tijde van de laatste census, met 736.107 inwoners op 4479,77 km², 164,3 mensen per km².

## Economie
Davao de Oro is een relatief arme provincie. Uit cijfers van de National Statistical Coordination Board (NSCB) uit het jaar 2003 blijkt dat 41,9% (11.422 mensen) onder de armoedegrens leefde. Daarmee staat Davao de Oro 35e op de lijst van provincies met de meeste mensen onder de armoedegrens. Van alle 79 provincies staat Davao de Oro echter 18de op de lijst van provincies met de ergste armoede.